# Chaetonotus trichodrymodes
Chaetonotus trichodrymodes is een buikharige uit de familie Chaetonotidae. De wetenschappelijke naam van de soort werd in 1950 voor het eerst geldig gepubliceerd door Brunson. De soort wordt in het ondergeslacht Hystricochaetonotus geplaatst.